# Cirillo
Cirillo  è un nome proprio di persona italiano maschile.

## Varianti
- Femminili: Cirilla

### Varianti in altre lingue
- Albanese: Cirili
- Basco: Zirilo
- Bosniaco: Ćirilo
- Bulgaro: Кирил (Kiril)[1]
- Catalano: Ciril
- Croato: Ćiril
- Francese: Cyrille[1][2], Cyril[1]
  - Femminili: Cyrielle[3]
- Greco antico: Κύριλλος (Kyrillos)[1][4]
- Inglese: Cyril[1][2], Cyrille[1]
  - Ipocoristici: Cy[1]
  - Femminili: Cyrilla[2][3]

- Irlandese: Coireall
- Islandese: Kýril
- Latino: Cyrillus[1][4]
- Lettone: Kirils
- Lituano: Kirilas
- Macedone: Кирил (Kiril)[1]
  - Ipocoristici: Кире (Kire)[1], Киро (Kiro)[1]
- Polacco: Cyryl[1]
- Portoghese: Cirilo
- Rumeno: Chiril

- Russo: Кирилл (Kirill)[1][2]
- Serbo: Ћирило (Ćirilo)
- Siciliano: Cirillu
- Slovacco: Cyril
- Sloveno: Ciril[1]
  - Femminili: Cirila[3]
- Spagnolo: Cirilo
  - Femminili: Cirila
- Tedesco: Kyrill
- Ucraino: Кирило (Kyrylo)[1]
- Ungherese: Cirill, Kirill

## Origine e diffusione
Deriva dal nome greco Κυριλλος  (Kyrillos), basato sul termine κυριος (kyrios), signore; il significato può essere interpretato come "regale", "signorile", oppure "giovane re" (analogo a quello dei nomi Joyce e Basilisco). Latinizzato in Cyrillus, assunse in ambienti cristiani il significato di "consacrato al Signore". Divenne molto popolare nei paesi cristiani dell'est europeo grazie alla notorietà di san Cirillo.
Non va confuso col nome Ciro, a cui non è correlato.

## Onomastico

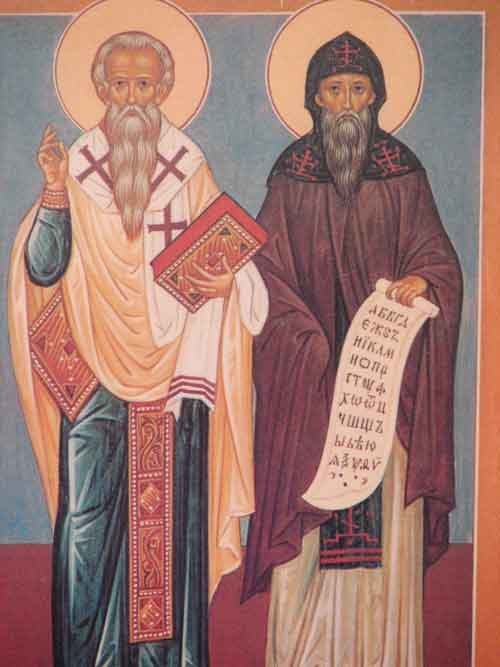
I santi Cirillo e Metodio

L'onomastico si festeggia solitamente il 14 febbraio in onore di san Cirillo, apostolo presso i popoli slavi assieme a san Metodio. Fra gli altri santi con questo nome si ricordano:
- 18 gennaio, san Cirillo, padre di san Sergio di Radonezh, venerato dalla Chiesa ortodossa[6]
- 18 marzo, san Cirillo di Gerusalemme, vescovo e dottore della Chiesa[6]
- 9 giugno, san Cirillo del Lago Bianco, monaco e mistico
- 27 giugno, san Cirillo di Alessandria, vescovo e dottore della Chiesa[6]
- 5 luglio, santa Cirilla, martire a Cirene[5]
- 22 luglio, san Cirillo di Antiochia, vescovo[6]
- 9 ottobre, san Cirillo Bertran, religioso martire
- 28 ottobre, san Cirillo, martire romano venerato a Cellio[6]

## Persone

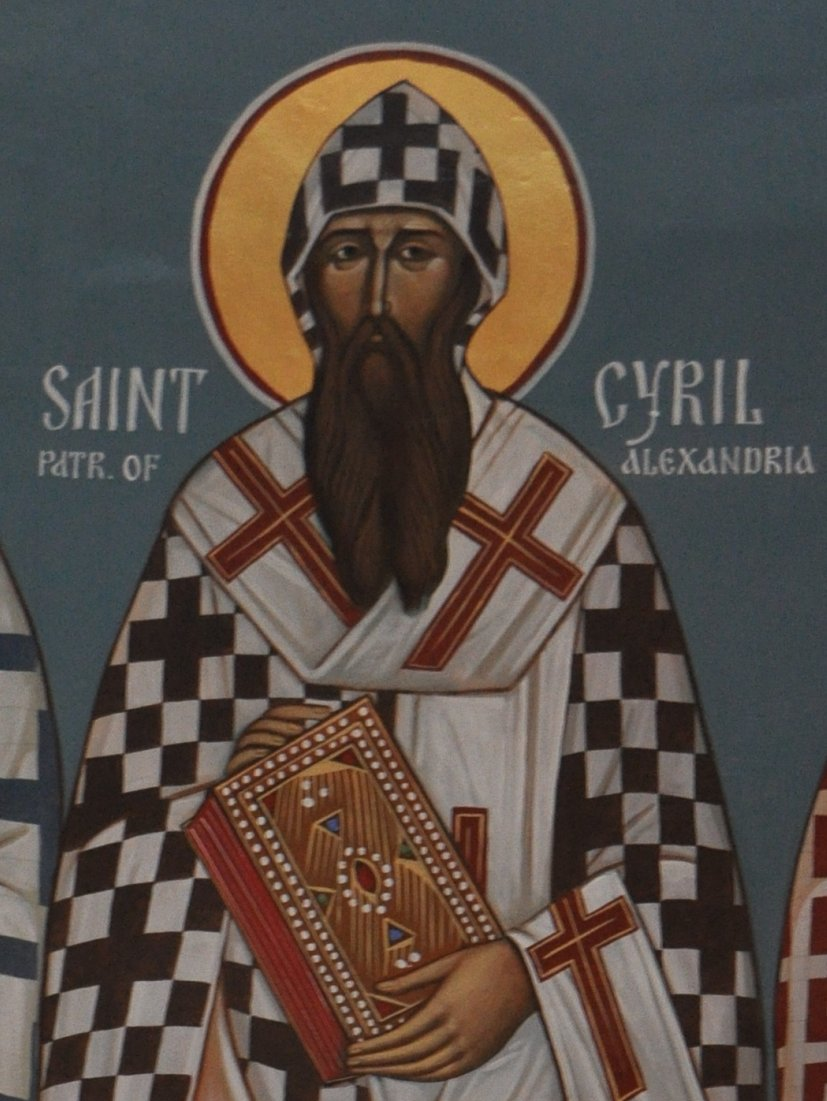
Cirillo di Alessandria

- Cirillo I, arcivescovo ortodosso russo
- Cirillo di Alessandria, papa della Chiesa copta
- Cirillo di Beloozero, monaco cristiano e mistico russo
- Cirillo di Gerusalemme, vescovo e teologo greco antico
- Cirillo Bertazzoli, pittore italiano
- Cirillo Bonora, politico italiano
- Cirillo Floreanini, alpinista italiano
- Cirillo Manicardi, pittore italiano
- Cirillo Monzani, storico e politico italiano
- Cirillo Perron, presbiterio e alpinista italiano

### Variante Cirilo
- Cirilo de Alameda y Brea, cardinale e arcivescovo cattolico spagnolo
- Cirilo Flores, vescovo cattolico statunitense
- Cirilo Mora, calciatore paraguaiano
- Cirilo Antonio Rivarola, avvocato e politico paraguaiano
- Cirilo Villaverde, scrittore cubano

### Variante Cyril

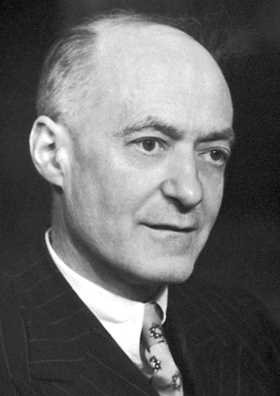
Cyril Norman Hinshelwood

- Cyril Aldred, egittologo britannico
- Cyril Collard, scrittore, regista, attore e compositore francese
- Cyril Connolly, critico letterario e scrittore britannico
- Cyril Norman Hinshelwood, chimico britannico
- Cyril V. Jackson, astronomo sudafricano
- Cyril Lionel Robert James, storico, scrittore e politico britannico
- Cyril Stanley Kipping, compositore di scacchi britannico
- Cyril M. Kornbluth, scrittore statunitense
- Cyril Northcote Parkinson, storico navale britannico
- Cyril Ponnamperuma, chimico singalese
- Cyril Théréau, calciatore francese

### Variante Cyrille

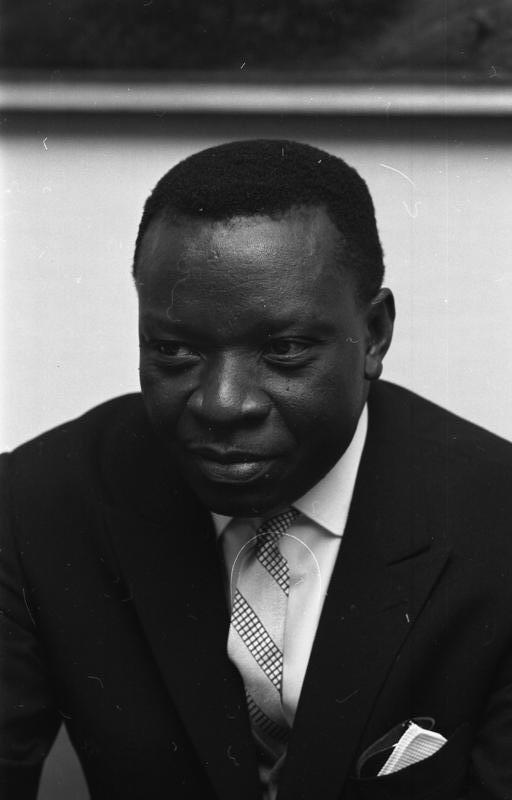
Cyrille Adoula

- Cyrille Adoula, politico della Repubblica Democratica del Congo
- Cyrille Makanaky, calciatore camerunese
- Cyrille Neveu, triatleta francese
- Cyrille Regis, calciatore francese naturalizzato inglese
- Cyrille Van Hauwaert, ciclista su strada belga
- Cyrille Verbrugge, schermidore belga

### Variante Kiril
- Kiril Dojčinovski, allenatore di calcio e calciatore macedone
- Kiril Georgiev, scacchista bulgaro
- Kiril Kotev, calciatore bulgaro
- Kiril Semov, cestista e allenatore di pallacanestro bulgaro

### Variante Kirill

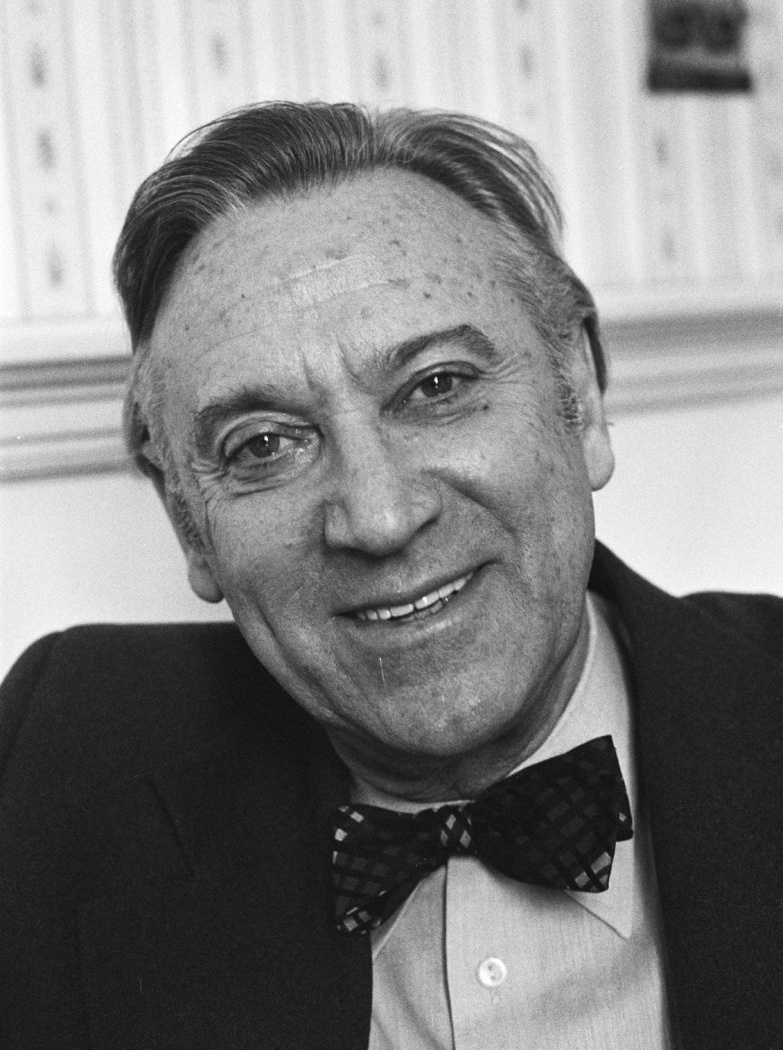
Kirill Petrovič Kondrašin

- Kirill Eskov, aracnologo, paleontologo e scrittore russo
- Kirill Pavlovič Florenskij, geologo e astronomo russo
- Kirill Kombarov, calciatore russo
- Kirill Petrovič Kondrašin, direttore d'orchestra russo
- Kirill Jur'evič Lavrov, attore russo
- Kirill Afanas'evič Mereckov, generale e politico sovietico
- Kirill Semënovič Moskalenko, generale sovietico
- Kirill Nababkin, calciatore russo
- Kirill Pogorelov, giocatore di calcio a 5 russo
- Kirill Vladimirovič Romanov, membro della famiglia imperiale russa

### Altre varianti
- Cyrill Demian, organaro e costruttore di pianoforti austriaco

## Il nome nelle arti
- Cirillo Belsedere, personaggio del film d'animazione Le avventure di Ichabod e Mr. Toad.

## Toponimi
- Cyrillus, cratere lunare intitolato a san Cirillo d'Alessandria